# Golfo della Narva
Il golfo della Narva (in russo Нарвский залив?, Narvskij zaliv; in lingua estone Narva laht) è un'insenatura della costa meridionale del golfo di Finlandia, nel mar Baltico. Il golfo si trova per metà in territorio estone (la parte occidentale) e per metà in territorio russo (a est). Il confine è segnato dal fiume Narva che sfocia nel golfo dopo aver bagnato la città estone di Narva-Jõesuu. Altra importante città sulla costa è Sillamäe e più a ovest i comuni rurali di Toila e Aseri.

## Geografia
Il golfo della Narva è largo 90 km e si protende nel continente per 40 km, la lunghezza totale della costa è di 130 km; è delimitata a est dalla penisola Kurgal'skij (Кургальский полуостров), che termina con il capo Kurgal' (мыс Кургальский), la cui costa è disseminata di isole basse, la maggiore delle quali è Rejmosar (остров Реймосар, 59°39′09″N 27°59′41″E). 
Da dicembre a marzo il golfo è ricoperto di ghiaccio.